# Damien Magee
Damien Magee   (Belfast, 17 de novembre de 1945) va ser un pilot de curses automobilístiques britànic que va arribar a disputar curses de Fórmula 1.
Va néixer el 17 de novembre del 1945 a Belfast, Irlanda del Nord.

## A la F1
Damien Magee va debutar a la setena cursa de la temporada 1975 (la 26a temporada de la història) del campionat del món de la Fórmula 1, disputant el 8 de juny del 1975 el G.P. de Suècia al circuit d'Anderstorp.
Va participar en dues curses puntuables pel campionat de la F1, disputades en dues temporades consecutives (1975-1976), aconseguint una catorzena posició com millor classificació en una cursa i no assolí cap punt pel campionat del món de pilots.

## Resultats a la Fórmula 1
| Any  | Equip                      | Xassís   | Motor    | 1   | 2   | 3     | 4   | 5   | 6   | 7      | 8       | 9   | 10  | 11  | 12  | 13  | 14  | 15  | 16  | Posició | Punts |
| ---- | -------------------------- | -------- | -------- | --- | --- | ----- | --- | --- | --- | ------ | ------- | --- | --- | --- | --- | --- | --- | --- | --- | ------- | ----- |
| 1975 | Frank Williams Racing Cars | Williams | Cosworth | ARG | BRA | SUD   | ESP | MON | BEL | SUE 14 | HOL     | FRA | GBR | ALE | AUT | ITA | USA |     |     | -       | 0     |
| 1976 | RAM Racing                 | Brabham  | Cosworth | BRA | SUD | O.USA | ESP | BEL | MON | SUE    | FRA NVQ | GBR | ALE | AUT | HOL | ITA | CAN | USA | JAP | -       | 0     |

### Resum
| Curses: | Victòries: | Pòdiums: | Poles: | Voltes ràpides: | Punts: |
| ------- | ---------- | -------- | ------ | --------------- | ------ |
| 2       | 0          | 0        | 0      | 0               | 0      |